# 垂花报春
垂花报春（学名：Primula flaccida）为报春花科报春花属下的一个种。

## 扩展阅读
- 維基物種上的相關：垂花报春